# Mrs Oakley-Fisher
'Mrs Oakley-Fisher' est un cultivar de rosier obtenu en Angleterre par Cecil Cant en 1921,.

## Description
Cet hybride de thé présente des fleurs simples (4-8 pétales) d'un jaune profond, devenant cuivré, aux remarquables étamines ambre ; elles fleurissent en petits bouquets. La floraison est remontante et les fleurs sont très agréablement parfumées.
Le buisson bien arrondi s'élève à 90 cm (parfois plus) pour une largeur similaire. Il a besoin de soleil pour bien se développer et le pied doit être protégé du froid en hiver. Il faut le tailler en fin d'hiver, à un tiers en région méditerranéenne et plus sous des climats continentaux. Ses tiges sont rougeâtres et son feuillage, bronze.
On peut l'admirer notamment à la roseraie des terrasses de l'évêché de Blois.